# 캣칭 파이어
캣칭 파이어(Catching Fire)는 수잔 콜린스가 지은 헝거 게임 3부작 중 두 번째 책이다. 2008년 베스트 셀러였던 헝거 게임의 속편으로, 캣니스 에버딘과 판엠의 미래에 관한 줄거리를 이어간다. 2009년 9월 1일 스콜라스틱에서 출판되었다.

## 등장인물
- 캣니스 에버딘 (Katniss Everdeen)
- 피타 멜라크 (Peeta Mellark)
- 헤이미치 에버내시 (Haymitch Abernathy)
- 게일 호손 (Gale Hawthorne)
- 스노우 대통령 (President Snow)
- 피닉 오데어
- 조한나 메이슨

## 같이 보기
- 헝거 게임 3부작
- 헝거 게임
- 모킹제이
- 배틀 로얄